# Quemú Quemú
Quemú Quemú è una cittadina argentina, capoluogo dell'omonimo dipartimento nella provincia di La Pampa.